# Ендоцеріди
Ендоцеріди (Endocerida) — вимерлий ряд головоногих молюсків підкласу наутилоїдей (Nautiloidea), що існував протягом ордовицького та силурійського періодів (488—444 млн років тому).

## Опис
Перші ендоцеріди були невеликого розміру, але у кінці ордовіцького періоду виникли велетенські форми. Вони були найбільшими мешканцями морів того часу. Так раковини ендоцераса (Endoceras) сягали до 6 м, а у США виявили раковину камероцераса (Cameroceras) завдовжки 9,5 м. На жаль, зразок не зберігся. Ендоцеріди мали прямі або слабо вигнуті раковини. Кут розширення раковин був дуже невеликим. Спинна сторона раковин ендоцерід була покрита хвилястими і зигзагоподібними темними і світлими смугами, черевна сторона була світлою. Це вказує на те, що у воді ендоцеріди трималися горизонтально.
Усередині раковина була розділена перегородками на безліч камер. Сам молюск жив тільки в останній, найбільшій камері. Решта камер заповнювалась газом, що робило раковину легкою і дозволяло змінювати глибину, на якій молюск плавав.
Відмітною ознакою ендоцерід був товстий сифон — трубка, що проходила через всі камери довгої раковини. Сифон ендоцерід у процесі життя молюска поступово заповнювався внутрішньосифонними відкладеннями — вапняковими утвореннями конічної форми (ендоконами). У викопному стані сифони ендоцерід збереглися дуже добре, часто навіть окремо від решти фрагмокона. Усередині сифона проходила тонка ендосифонна трубка — другий, внутрішній сифон.
Часто їхні раковини мають дещо приплющену форму і овальний, а не круглий, перетин, а сифон часто буває трохи зміщений вправо або вліво від центральної лінії раковини (як правило, через посмертні деформації).

## Палеоекологія
Ендоцеріди з'явилися в ранньому ордовиці і більшість форм вимерли на межі ордовика і силуру. У кінці ордовіка ендоцеріди були досить численними — у деяких геологічних відкладеннях їхні раковини утворюють величезні скупчення. У силурійському періоді відомі одиничні екземпляри.
Щодо способу життя ендоцерід існує дві точки зору. Згідно з першою, найпоширенішою версією, ендоцеріди були грізними хижаками. Але ця гіпотеза базується виключно на аналогії зі способом життя сучасної наутилуса і не враховує особливостей будови ендоцерід. Згідно з альтернативною гіпотезою ендоцеріди були фільтраторами, що харчувалися планктоном. Такий спосіб життя пояснює і виникнення їхніх гігантських і вкрай неповоротких раковин, і відсутністю знахідок щелеп, і різне зниження чисельності на межі ордовика-силура, коли зникли групи тварин, які пов'язані з планктоном.